# ミンスク中央駅
ミンスク中央駅（Мінскі чыгуначны）はベラルーシのミンスクにある、ベラルーシ鉄道（БЖД）の鉄道駅。

## 概要
ベラルーシ最大の駅で、ロシアやウクライナ、ポーランド方面などへ向かう国際列車が乗り入れる。また、ミンスク地下鉄マスコウスカヤ線のプロッシャ・レーニナ駅やトラム、トロリーバスに乗換が可能である。

## 駅構造
5面14線（貨物線を含む）を有する地上駅。

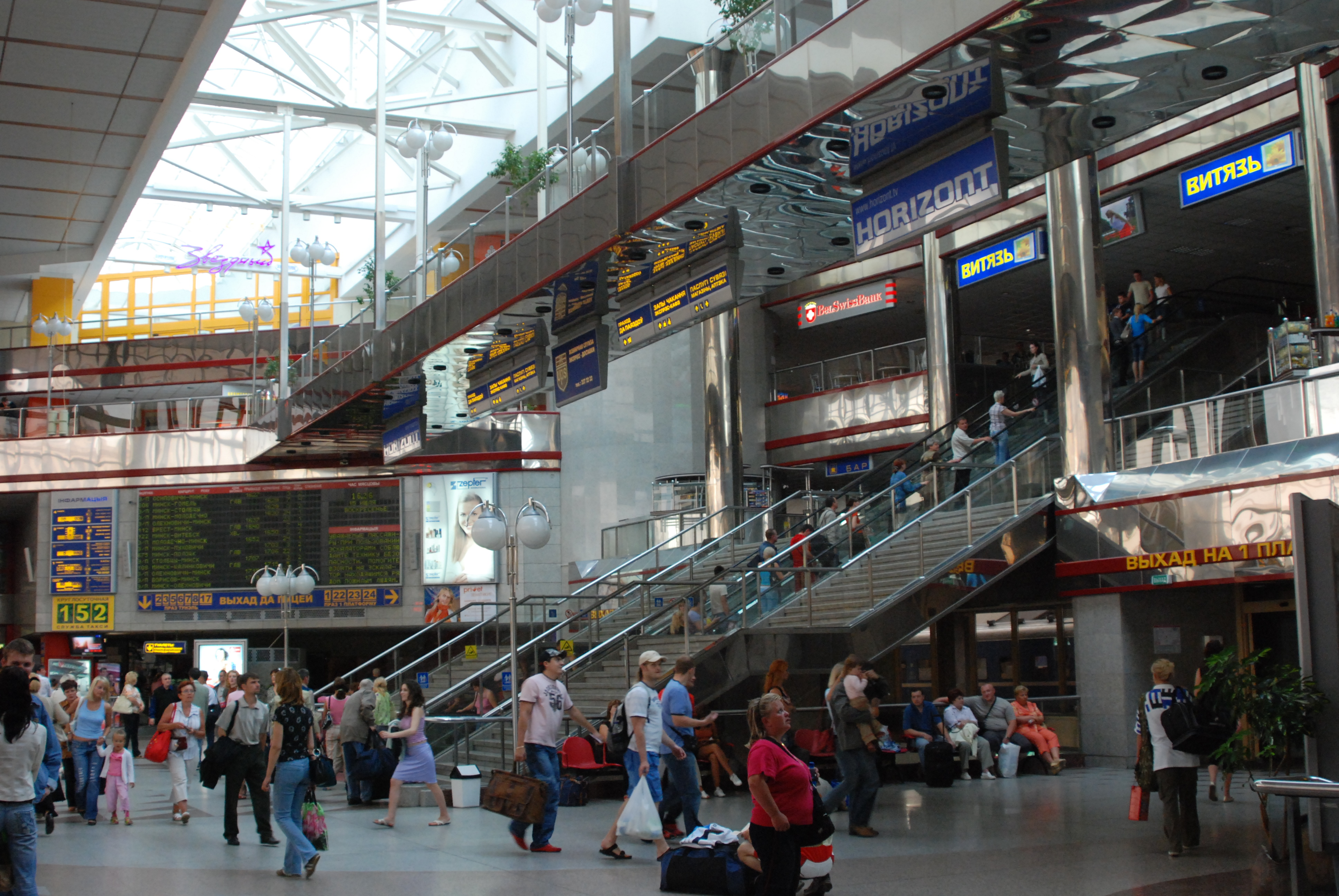
コンコース（2007年7月15日）

## 駅周辺
- 鉄道広場（ロシア語版）
- 中央バスターミナル（ロシア語版）
- ベラルーシ国立大学（英語版）
- ベラルーシ国立技術大学（英語版）
- プロッシャ・レーニナ駅（英語版）

## 歴史
- 1873年 - 「ヴィリニュス駅」として開業。
- 1890年 - 木造の駅舎から石造の駅舎に改築。
- 第2次世界大戦中 - 破壊される。
- 1945年～1946年 - 駅舎を建設。
- 1991年～2002年 - 現在の駅舎を建設。

## 隣の駅
ベラルーシ鉄道
ミンスク・ブレスト鉄道
ミンスク中央駅 - Столичный駅
ミンスク・アシポヴィーチ鉄道
ミンスク中央駅 - Минск Южный駅
ミンスク・モロデチノ鉄道
ミンスク中央駅 - Минск-Северный駅
ミンスク・ヴォルシャ鉄道
ミンスク中央駅 - Минск-Восточный駅